# Doc Watson
Arthel Lane Watson of Doc Watson (Deep Gap, North Carolina, 3 maart 1923 – 29 mei 2012) was een Amerikaans gitaarspeler, liedjesschrijver en zanger van bluegrass-, folk-, country- en gospelmuziek.
Door een ooginfectie verloor Watson zijn gezichtsvermogen al voor zijn eerste verjaardag.
Hij trad vaak op samen met zijn zoon (Eddy) Merle Watson die in 1985 op 36-jarige leeftijd om het leven kwam door een tractorongeluk op zijn boerderij. Na het ongeval van Merle werd Doc begeleid door Jack Lawrence (gitarist), later ook door Richard Watson, de zoon van Merle.
Hij bespeelt zijn gitaar zowel met plectrum (flatpicking) als met de vingers (fingerpicking) maar is meest bekend voor zijn flatpick-werk. Zijn snelle en flitsende bluegrass-gitaarstijl werd overgenomen door anderen als Clarence White en Tony Rice. Watson brak vooral door vanwege zijn solospel van old-time-fiddlemelodieën en zijn authenticiteit. Als mountain musician was hij een invloedrijk figuur in de folkmuziek van de vroege jaren zestig. Zijn kenmerkende, iets nasale, zangstijl ontwikkelde hij via zijn repertoire van bergballades die hij oppikte in zijn 'thuisland' in Deep Gap, North Carolina.
De laatste jaren van zijn leven trad hij niet zoveel meer op, maar hij liet zich toch nog altijd zien op het Merlefest.
Doc Watson overleed op 89-jarige leeftijd, herstellende van een darmoperatie na een val in zijn huis in Deep Gap.
Hij won vijf keer een Grammy; vier daarvan voor folk-opnames.
- Biblioteca Nacional de España: XX1157666
- Bibliothèque nationale de France: cb139010351 (data)
- Gemeinsame Normdatei: 132354802
- International Standard Name Identifier: 0000 0000 7839 5058
- Library of Congress Control Number: n81149279
- MusicBrainz: 8aa38215-217d-432e-aca6-f2d85b05e843
- Nationale Bibliotheek van Tsjechië: xx0033018
- Nationale Bibliotheek van Israël: 987007445047705171
- Nederlandse Thesaurus van Auteursnamen: 101791526
- Système universitaire de documentation: 16031951X
- Virtual International Authority File: 62706625
- WorldCat: E39PBJdxb9T36xVjjFKHkfTvHC